# 国際博物館会議
国際博物館会議（こくさいはくぶつかんかいぎ、International Council of Museums=ICOM）は、1946年に創設された博物館の国際組織。フランス・パリに本部を置く。

## 概要
世界137カ国（地域を含む）から約3.5万人の博物館および博物館専門家が参加している。地球規模で博物館と博物館専門家を代表する団体として、ユネスコと協力関係を保ち、国連では経済社会理事会の諮問資格を有している。
ICOMには、国別に組織された118のNational Committees（国内委員会）と、博物館の様々な専門分野に即して組織された30のInternational Committees（国際委員会）がある。それぞれに総会や年次会合などを開催し、博物館にかかわる情報の交換や知識の共有が図られている。3年ごとに、すべての委員会が一堂に会する大会が開催される。このほか、technical committee（専門委員会）として、博物館の倫理に関する問題や、紛争や災害等の緊急時における対応を検討する委員会も設けられている。
2013年の大会はブラジル・リオデジャネイロで、2016年はイタリア・ミラノで開催された。また、2019年の大会は京都で日本初開催された。会長の任期は2期最大6年と定められている。

## 歴代会長
- 1946 - 1953 Chauncey Hamlin（アメリカ合衆国）
- 1953 - 1959 ジョルジョ・サレス（フランス）
- 1959 - 1965 Sir Philip Hendy（イギリス）
- 1965 - 1971 Arthur van Schendel（オランダ）
- 1971 - 1977 Jan Jelinek（チェコスロバキア）
- 1977 - 1983 ヒューバート・ランダス（フランス）
- 1983 - 1989 Geoffrey Lewis（イギリス）
- 1989 - 1992 Alpha Oumar Konaré（マリ）
- 1992 - 1998 サロジ・ゴーシュ（インド）
- 1998 - 2004 ジャック・ペロー（フランス）
- 2004 - 2010 アリサンドラ・カミンス（バルバドス）
- 2010 - 2016 ハンス・マーティン・ヒンツ（ドイツ）
- 2016 - Suay Aksoy（トルコ）
- 2020 - Alberto Garlandini（イタリア）

## ICOM国際委員会
ICOMには、専門分野に即して組織された30のInternational Committees（国際委員会）がある。
- AVICOM 視聴覚と新技術国際委員会
- CAMOC 都市の博物館のコレクションと活動に関する国際委員会
- CECA 教育と文化活動国際委員会
- CIDOC ドキュメンテーション国際委員会
- CIMCIM 楽器の博物館とコレクション国際委員会
- CIMUSET 科学技術の博物館とコレクション国際委員会
- CIPEG エジプト学国際委員会
- COMCOL コレクション収集に関する国際委員会
- COSTUME 衣装の博物館コレクション国際委員会
- DEMHIST 伝統建築物に関する博物館国際委員会
- GLASS ガラスの博物館・コレクション国際委員会
- ICAMT 建築と博物館技術国際委員会
- ICDAD 応用美術の博物館・コレクション国際委員会
- ICEE 展示交流委員会
- ICFA 美術の博物館・コレクション国際委員会
- ICLM 文学博物館国際委員会
- ICMAH 考古学と歴史の博物館とコレクションの国際委員会
- ICME 民族学の博物館・コレクション国際委員会
- ICMEMO 公共に対する犯罪犠牲者追憶のための記念博物館国際委員会
- ICMS 博物館保安国際委員会
- ICOFOM 博物館学国際委員会
- ICOM-CC 保存国際委員会
- ICOMAM 武器と軍事に係わる博物館国際委員会
- ICOMON 貨幣博物館国際委員会
- ICR 地域博物館国際委員会
- ICTOP 研修国際委員会
- INTERCOM 運営管理国際委員会
- MPR 博物館マーケティング・PR国際委員会
- NATHIST 自然史の博物館・コレクション国際委員会
- UMAC 大学付属の博物館とコレクション国際委員会

## ICOM日本委員会
ICOMにおいて、国別に組織されている118のNational Committees（国内委員会）の1つが、ICOM日本委員会である。ICOM規約に従い、その目的達成を図ると共に、国内における会員の諸活動の向上に資することを目的として、1951年に設立された。事務局は公益財団法人日本博物館協会に置かれている。
主な活動内容
- ICOM本部との連絡および情報の交換
- ICOM本部事業への参画
- 関連する他の国内、国際機構への協力
- 会員の国際的活動に対する援助

## 国際博物館の日
ICOMでは、毎年5月18日を「国際博物館の日」とし、博物館が社会に果たす役割について広く市民にアピールしている。